# Kana-Boon
KANA-BOON (カナブーン) es una banda japonesa del Rock alternativo originaria de la ciudad Osaka, sus inicios comenzaron en el año 2006 mientras se encontraban cursando la preparatoria.

## Historia
Integrada por Maguro Taniguchi (voz y guitarra eléctrica), Hayato Koga, (guitarra eléctrica), y Takahiro Koizumi, (batería) y
Yuuma Meshida (bajo eléctrico).
Su popularidad se debe a que ganaron gran notoriedad por las únicas melodías que aportaban junto a la letra de su líder, Taniguchi. Pero, antes de eso, comenzaron a tocar en espectáculos en vivo en varias calles y avenidas de la ciudad hasta que, en 2011, participaron para entrar a la convocatoria que había realizado el eo Music Try, donde, ganaron el "eo Special Award". 
Más tarde, para 2013, entrarían y ganarían frente a más de 4,000 competidores en la audición por el evento del 20° Aniversario de los Ki/oon Records. Desde ese entonces, KANA-BOON tiene un contrato discográfico con la compañía del cual han grabado y lanzado un EP, cuatro álbumes de estudio y doce maxisencillos. 
Hasta eso que, más para su fama, realizaron el tema "Silhouette" (シルエット) que fue utilizado como el 16° "opening" del anime de Shōnen Jump, Naruto Shippūden. También, el grupo ha servido como telonero para los conciertos de ASIAN KUNG-FU GENERATION.
Más aún, la banda tuvo su segunda colaboración con el anime de Naruto, esta vez en la película de Boruto -Naruto the Movie-, la cual lleva por tema principal su sencillo, "Diver" (ダイバー).
El 11 de diciembre de 2023, la banda anunció que el baterista Koizumi y el guitarrista Koga dejarían la banda por cuestiones privadas. Taniguchi continuará trabajando con Endō como banda de dos integrantes, sin embargo, todas las actividades restantes del año (incluida una gira nacional) fueron suspendidas.

## Integrantes
- Maguro Taniguchi (谷口鮪), nacido el 3 de mayo de 1990; voz y guitarra eléctrica[3]
- Hayato Koga (古賀隼斗), nacido el 29 de junio de 1990; guitarra eléctrica
- Takahiro Koizumi (小泉貴裕), nacido el 8 de enero de 1991; batería y percusión
- Yuuma Meshida (飯田祐馬), nacido el 27 de junio de 1990; bajo eléctrico hasta la fecha se encuentra Pre-retirado de la banda.

## Discografía

### EP
- "Boku ga CD wo Dashitara" (僕がCDを出したら), (2013) [1 sencillo]

### Álbumes de estudio
- "Honey & Darling", (2022) [2 sencillos]
- "NAMiDA", (2017) [5 sencillos]
- "Origin", (2016) [4 sencillos]
- "TIME", (2015) [5 sencillos]
- "DOPPEL", (2013) [2 sencillos]

### Maxisencillos
- "Baton Road" (バトンロード), (2017)
- "Fighter" (Fighter), (2017)
- "Wake Up" (Wake up), (2016)
- "Run and Run" (ランアンドラン), (2016)
- "talking/Nana Hitsuji" (talking / ナナヒツジ), (2015); en conjunto con Scenarioart (シナリオアート)
- "Diver" (ダイバー), (2015)[2]
- "Nandemo Nedari" (なんでもねだり), (2015)
- "Silhouette" (シルエット), (2014)[1]
- "Ikite Yuku" (生きてゆく), (2014)
- "Full Drive" (フルドライブ), (2014)
- "Kesshousei" (結晶星), (2014)
- "Jousha Hissui no Kotowari, Okotowari" (盛者必衰の理、お断り), (2013)

### Sencillos
- "Soredemo Bokura wa Negatte Iru yo" (それでも僕らは願っているよ); (2017), del álbum "NAMiDA"
- "Namida" (涙); (2017), del álbum de mismo nombre
- "Baton Road" (バトンロード); (2017), del maxisencillo de mismo nombre
- "Fighter" (Fighter); (2017), del maxisencillo de mismo nombre
- "Wake Up" (Wake up); (2016), del maxisencillo de mismo nombre
- "Run and Run" (ランアンドラン); (2016), del maxisencillo de mismo nombre y perteneciente al álbum "Origin"
- "talking"; (2015), del maxisencillo, "talking / ナナヒツジ" y perteneciente al álbum "Origin"
- "Diver" (ダイバー); (2015), del maxisencillo de mismo nombre y perteneciente al álbum "Origin"
- "Nandemo Nedari" (なんでもねだり); (2015), del maxisencillo de mismo nombre y perteneciente al álbum "Origin"
- "Snow Globe" (スノーグローブ); (2015), del álbum "TIME"
- "Silhouette" (シルエット); (2014), del maxisencillo de mismo nombre y perteneciente al álbum "TIME"
- "Ikite Yuku" (生きてゆく); (2014), del maxisencillo de mismo nombre y perteneciente al álbum "TIME"
- "Full Drive" (フルドライブ); (2014), del maxisencillo de mismo nombre y perteneciente al álbum "TIME"
- "Kesshousei" (結晶星); (2014), del maxisencillo de mismo nombre y perteneciente al álbum "TIME"
- "1.2. step to you"; (2013), del álbum "DOPPEL"
- "Wally Hero" (ウォーリーヒーロー); (2013), del álbum "DOPPEL"
- "Jousha Hissui no Kotowari, Okotowari" (盛者必衰の理、お断り); (2013), del maxisencillo de mismo nombre
- "Nai Mono Nedari" (ないものねだり); (2013),del EP "Boku ga CD wo Dashitara" (僕がCDを出したら) Nai mono Nedari (Pides Demasiado) debut el que los llevaría a la fama internacional con la firma del sello discográfico HIP LAND MUSIC.